# Xanten
Xanten est une ville d'Allemagne (land de Rhénanie-du-Nord-Westphalie), située sur le Rhin.

## Municipalité

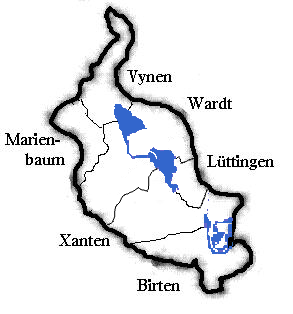
Découpage de la municipalité de Xanten

La commune englobe les quartiers et villages de Birten, Lüttingen, Marienbaum, Vynen-Obermörmter, Wardt (avec Mörmter et Willich) et la ville même de Xanten (avec Beek et Ursel). La ville est séparée en trois quartiers : Hochbruch, Niederbruch et le centre-ville de Xanten, ainsi que les faubourgs de Birten et d'Unterbirten.

## Histoire
| Appartenances historiques Électorat de Cologne 953-1392 Comté de Clèves/ Électorat de Cologne 1392-1417 Duché de Clèves/ Électorat de Cologne 1417-1444 Duché de Clèves 1444-1795 Royaume de Prusse 1795-1797 République cisrhénane (Roer) 1797-1802 République française (Roer) 1802-1804 Empire français (Roer) 1804-1815 Royaume de Prusse (Province de Juliers-Clèves-Berg) 1815-1822 Royaume de Prusse (Province de Rhénanie) 1822-1918 République de Weimar 1918-1933 Reich allemand 1933-1945 Allemagne occupée 1945-1949 Allemagne 1949-présent |

### Antiquité
Les premiers peuplements par des tribus isolées sont datés du début du XXe siècle av. J.-C.
Vers l'an 15 av. J.-C., les Romains construisirent sur le Fürstenberg (de) (près de Birten (de)) un camp militaire nommé Castra Vetera, base arrière pour les campagnes en Germanie, et base de la flotte qui se maintenait sur le Rhin (Classis Germanica).
Après sa destruction en 70 par les Bataves, un second camp, nommé Castra Vetera II, fut reconstruit sur la Bislicher Insel, et devint le siège de la Legio VI Victrix. La ville installée à proximité du camp militaire fut érigée en colonie en 110 par Trajan, sous le nom de Colonia Ulpia Traiana (le gentilice de l'empereur était Ulpius). C'était, après Cologne (Colonia Agrippinensis), le marché le plus important de la Germanie inférieure. En 122, la Legio VI Victrix, envoyée en Bretagne, fut remplacée par la Legio XXX Ulpia Victrix.

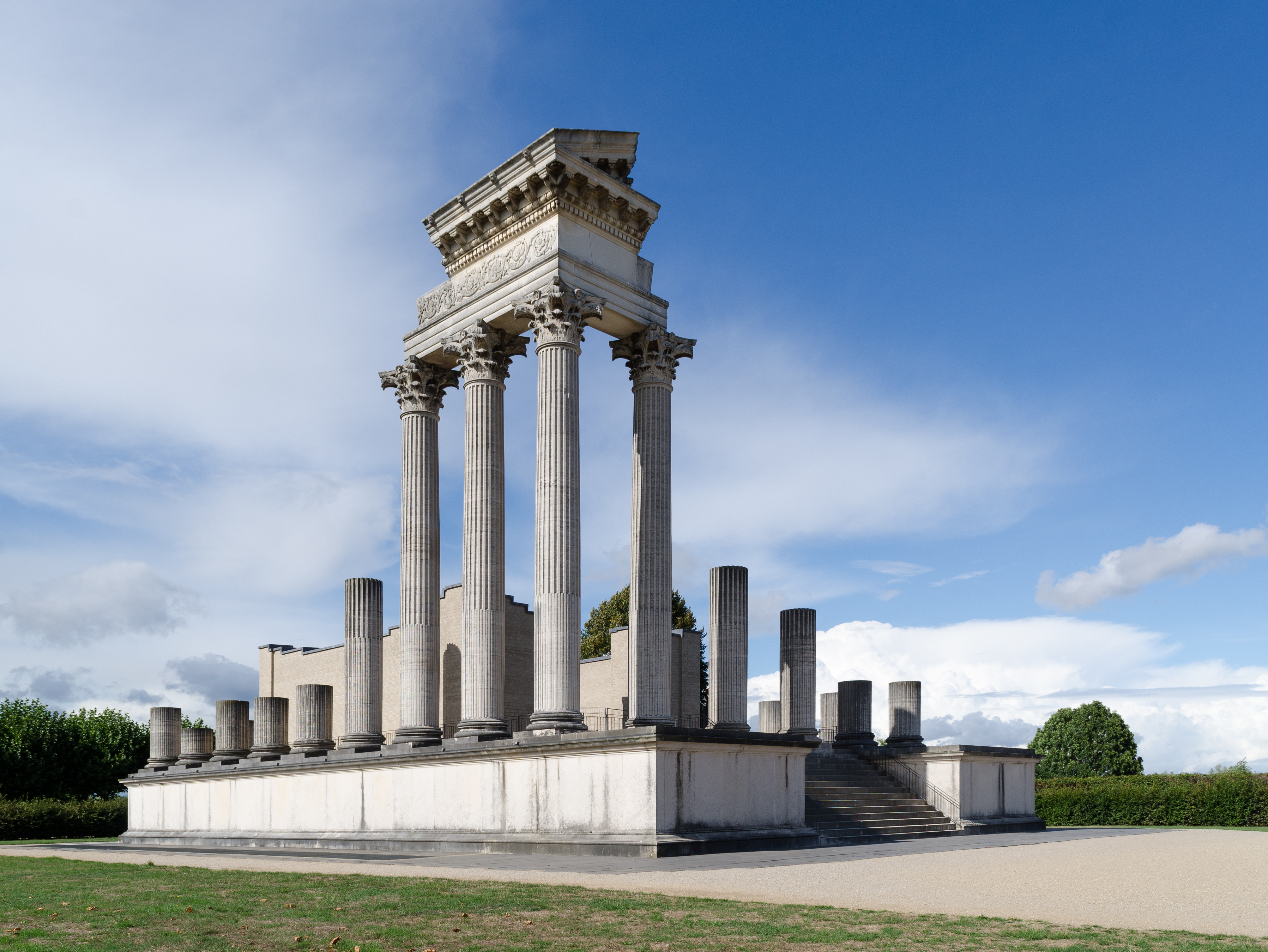
Reconstitution du Temple du port au parc archéologique de Xanten.

Après sa quasi-destruction par des tribus germaniques en 275, la colonie fut remplacée sur le même site par Tricensimae, une ville plus petite, mais fortifiée et aisément défendable. Au début du Ve siècle, cette ville fut finalement submergée par les assauts des Germains.
Selon la légende, le chrétien Victor de Xanten y fut exécuté en 286 avec 360 autres légionnaires de la légion thébaine, pour avoir refusé de sacrifier aux dieux. Enterré là où fut construite la cathédrale Saint-Victor, il est devenu le saint patron de la ville.
Dans la Chanson des Nibelungen, Siegfried naquit à Santen an dem Rhîne.
La ville est le lieu de découverte de la tombe de Marcus Caelius, seule trace archéologique de la bataille de Teutobourg.

### Moyen Âge
Abandonnée après l'installation des Francs dans la région au Ve siècle, une église fut construite dans la seconde moitié du VIIIe siècle sur l'emplacement supposé de la tombe de saint Victor de Xanten. Elle fut désignée sous le nom de Sanctos (super Rhenum) ou ad Sanctum « lieu des Saints », qui a donné le nom moderne de Xanten. Une bourgade se développa autour de cette église, et d'un monastère construit au sud.
Après les batailles de Xanten et Andernach en 939, la Rhénanie fut conquise par Otton Ier sur les troupes rebelles d'Henri Ier de Bavière, Gislebert de Lotharingie et Eberhard de Franconie (en).
Au XIe siècle, saint Norbert de Xanten fonde l'ordre des Prémontrés qui se répandra dans toute l'Europe.
L'archevêque de Cologne Henri de Mulnarken (en) donna à la ville en 1228 des droits municipaux.
En 1392, la partie nord de la ville était aux mains du duc de Clèves, tandis que la partie sud restait la possession des archevêques de Cologne. Cette division entraîna un conflit qui prit fin en 1444 quand Xanten fut attribuée en entier au duché de Clèves.
En 1614, un traité y fut conclu pour mettre un terme à la guerre de succession de Juliers, et par lequel l'électeur de Brandebourg reçut entre autres le duché de Clèves, embryon de la future Rhénanie prussienne.
La ville fut prise par les Français en 1672.
Le changement du cours du Rhin, en s'éloignant de la cité, avait entraîné son déclin économique : la ville ne comptait plus que 2 500 habitants à la fin du XVIIIe siècle.

### Époque contemporaine
Les couvents furent sécularisés par Napoléon en 1802, et les fortifications détruites en 1825. Le site de la colonie romaine éveilla la curiosité scientifique, et les premières fouilles furent entreprises entre 1819 et 1844.

En 1891, la découverte du cadavre mutilé d'un enfant de 5 ans conduira à une vague d'antisémitisme et l'accusation sans fondement du Juif Buschhoff pour crime rituel. Il sera acquitté en 1892 malgré l'agitation virulente d'une partie de la population de la ville. 
En 1937, le pape Pie XI éleva la cathédrale Saint-Victor de Xanten au rang de basilique mineure.
Bombardée en 1945, la ville, détruite à 85 %, fut prise par les troupes canadiennes le 8 mars 1945, qui purent alors traverser le fleuve et entrer ainsi en Allemagne.
La reconstruction de la ville et de la cathédrale dura jusqu'en 1966, et Xanten accueillit des réfugiés de Prusse-Orientale. En 1969, les localités de Birten, Lüttingen, Marienbaum, Obermörmter, Vynen et Wardt furent fusionnées à Xanten pour former une municipalité de 16 000 habitants et de 72 km2.
En 1975, fut ouvert le parc archéologique de Xanten, montrant une reconstruction partielle de la Colonia Ulpia Traiana.

## Jumelages
La ville de Xanten est jumelée avec :
- Geel (Belgique) depuis le 19 mai 1990
- Saintes (France) depuis le 11 mai 2002
- Salisbury (Grande-Bretagne) depuis le 23 avril 2006